# Dietrich Reimer
Dietrich Reimer, född 1818, död 1899, var en tysk förläggare, son till Georg Andreas Reimer. 
Reimer grundlade 1845 en egen affär, som bestod dels av sortimentsbokhandel, dels av konst- och kartförlag.